# The Singles (The Clash 2006)
The Singles è una raccolta di singoli (in versione box set) del gruppo inglese dei Clash, pubblicata nel 2006.

## Descrizione
La confezione del box set è composta da una scatola dai colori giallo, rosso e nero. Al suo interno si trovano 19 CD singoli, ed ognuno dei CD reca il fac-simile della copertina del singolo originale in vinile. I supporti CD sono stati rivestiti in maniera da farli sembrare uguali ai dischi in vinile originali, compresa l'etichetta dell'epoca. Vi è inoltre un libretto allegato di 44 pagine, composto da foto rare e testimonianze scritte tra gli altri da Shane MacGowan (The Pogues), Mike D (Beastie Boys), The Edge (U2), gli scrittori Irvine Welsh (Trainspotting) e Nick Hornby (Alta fedeltà), il regista Danny Boyle (Trainspotting), Damon Albarn (Blur, Gorillaz), Steve Jones (Sex Pistols), Ian Brown (Stone Roses), Bobby Gillespie (Jesus and Mary Chain, Primal Scream), Stuart Pearce, Pete Townshend (The Who), Bernard Sumner (Joy Division, New Order).
Oltre alle registrazioni dei singoli originali, sono state inserite all'interno di questo box set anche alcune rarità, come per esempio Capital Radio E.P., che fu distribuito solamente dalla rivista musicale inglese New Musical Express, e non fu mai commercializzato attraverso i canali ufficiali. Vi sono inoltre le b-side Justice Tonight, London's Burning Live, First Night Back In London, Rockers Galore...UK Tour, Overpowered By Funk (versione del 45 giri stampato in Argentina). È stata realizzata anche una versione singola, contenente solo gli a-sides dei singoli

## Tracce

### Disco 1 (White Riot)
1. White Riot (Jones, Strummer) - 0:19
2. 1977 (Headon, Jones, Simonon, Strummer) - 1:40

### Disco 2 (Capital Radio E.P.)
1. Listen [Edit] (Headon, Jones, Simonon, Strummer) - 0:27
2. Intervista ai Clash: on the Circle Line, Pt. 1 - 8:51
3. Intervista ai Clash: on the Circle Line, Pt. 2 - 3:10
4. Capital Radio One (Jones, Strummer) - 2:07

### Disco 3 (Remote Control)
1. Remote Control (Jones, Strummer) - 3:02
2. London's Burning [live]  (Jones, Strummer) - 2:12
3. London's Burning (Jones, Strummer; dal 7" tedesco) - 2:10

### Disco 4 (Complete Control)
1. Complete Control (Jones, Strummer) - 0:53
2. The City of the Dead (Headon, Jones, Simonon, Strummer) - 2:22

### Disco 5 (Clash City Rockers)
1. Clash City Rockers (Jones, Strummer) - 3:47
2. Jail Guitar Doors (Headon, Jones, Simonon, Strummer) - 3:03

### Disco 6 ([White Man] in Hammersmith Palais)
1. (White Man) in Hammersmith Palais (Jones, Strummer) - 1:02
2. The Prisoner (Headon, Jones, Simonon, Strummer) - 2:59

### Disco 7 (Tommy Gun)
1. Tommy Gun (Jones, Strummer) - 3:19
2. 1-2 Crush on You (Headon, Jones, Simonon, Strummer) - 2:59

### Disco 8 (English Civil War)
1. English Civil War (trad: riarrangiato da Jones, Strummer) - 2:38
2. Pressure Drop (Hibbert) - 3:25

### Disco 9 (The Cost of Living)
1. I Fought the Law (Curtis) - 2:42
2. Groovy Times (Headon, Jones, Simonon, Strummer) - 3:31
3. Gates of the West (Headon, Jones, Simonon, Strummer) - 3:27
4. Capital Radio Two (Jones, Strummer) - 3:19
5. Cost of Living Advert - 0:47 [solo sulla versione giapponese dell'album]

### Disco 10 (London Calling)
1. London Calling (Jones, Strummer) - 3:21
2. Armagideon Time (Mittoo, Williams) - 3:51
3. Justice Tonight (Mittoo, Williams; dal 12" inglese) - 4:08
4. Kick It Over (Mittoo, Williams; dal 12" inglese) - 4:47
5. Clampdown (Jones, Strummer; dal 12" promozionale americano) - 3:51
6. The Card Cheat (Jones, Strummer; dal 12" promozionale americano) - 3:51
7. Lost in the Supermarket (Jones, Strummer; dal 12" promozionale americano)  3:46

### Disco 11 (Bankrobber)
1. Bankrobber (Jones, Strummer, Dread) - 4:36
2. Rockers Galore... UK Tour (Dread) - 4:42
3. Rudie Can't Fail (Jones, Strummer; dal 7" tedesco) - 3:29
4. Train in Vain (Jones, Strummer; dal 7" spagnolo) - 3:09

### Disco 12 (The Call Up)
1. The Call Up (Clash) - 2:54
2. Stop the World (Headon, Jones, Simonon, Strummer) - 2:32

### Disco 13 (Hitsville UK)
1. Hitsville UK (Clash) - 4:23
2. Radio One (Dread) - 6:20
3. Police on My Back (Grant; dal 7" americano) - 3:19
4. Somebody Got Murdered (Clash; dal 7" spagnolo) - 3:33

### Disco 14 (The Magnificent Seven)
1. The Magnificent Seven [Edit] (Clash) - 3:39
2. The Magnificent Dance [Edit] (Clash) - 3:37
3. Lightning Strikes  [Not Once But Twice] (Clash; dal 12" promozionale americano) - 4:52
4. One More Time (Clash; dal 12" promozionale americano) - 3:31
5. One More Dub (Clash; dal 12" promozionale americano) - 3:36
6. The Cool Out (Headon, Jones, Strummer; dal 12" americano) - 3:55
7. The Magnificent Seven [12" version] (Clash) - 4:29
8. The Magnificent Dance [12" version] (Clash) - 5:36

### Disco 15 (This Is Radio Clash)
1. This Is Radio Clash (Clash) - 4:12
2. Radio Clash (Clash) - 4:12
3. Outside Broadcast (Clash; dal 12" inglese) - 7:23
4. Radio 5 (Clash; dal 12" inglese) - 3:38

### Disco 16 (Know Your Rights)
1. Know Your Rights (Clash) - 0:43
2. First Night Back in London (Jones, Simonon, Strummer) - 2:59

### Disco 17 (Rock the Casbah)
1. Rock the Casbah (Clash) - 3:43
2. Long Time Jerk (Jones, Simonon, Strummer) - 5:10
3. Mustapha Dance (Headon, Jones, Strummer; dal 12" inglese) - 4:28
4. Red Angel Dragnet (Clash; dal 7" canadese) - 3:47
5. Overpowered by Funk (Clash; dal 7" promozionale argentino) - 4:53

### Disco 18 (Should I Stay or Should I Go/Straight to Hell)
1. Should I Stay or Should I Go (Clash) - 3:09
2. Straight to Hell [Edited Version] (Clash) - 3:53
3. Inoculated City (Clash; dal 7" americano) - 2:43
4. Cool Confusion (Headon, Jones, Strummer; dal 7" americano) - 3:14

### Disco 19 (This Is England)
1. This Is England (Rhodes, Strummer) - 3:37
2. Do It Now (Rhodes, Strummer) - 3:07
3. Sex Mad Roar (Rhodes, Strummer; dal 12" inglese) - 2:59

## Formazione
The Clash
- Joe Strummer - voce, chitarra ritmica, armonie vocali
- Mick Jones - chitarra solista, voce, armonie vocali, chitarre; effetti sonori in This Is Radio Clash e Radio Clash (disco 15)
- Paul Simonon - basso, voce, armonie vocali
- Topper Headon - batteria, percussioni; pianoforte, basso e battiti di mani in Rock the Casbah e Mustapha Dance (disco 17)

Altri musicisti
- Terry Chimes - batteria nei dischi 1 e 3
- Gary Barnacle - sassofono in 1-2 Crush of You (disco 7)
- Mickey Gallagher - organo Hammond in Armagideon Time e Clampdown (disco 10), piano elettrico in Train in Vain (disco 11), tastiere in The Call Up (disco 12), Hitsville UK (disco 13), The Magnificent Seven e The Magnificent Dance (disco 14)
- Mikey Dread - effetti sonori in Bankrobber (disco 11)
- Joe Ely - armonie vocali in Should I Stay or Should I Go? (disco 18)
- Nick Sheppard - chitarra ritmica, armonie vocali nel disco 19
- Vince White - chitarra nel disco 19
- Bernie Rhodes - batteria elettronica in This Is England (disco 19)

Crediti
- Mickey Foote - produttore nei dischi 1 e 3
- Sandy Pearlman - produttore nei dischi 7 e 8
- Guy Stevens - produttore nel disco 10
- The Clash - produttore
- Bill Price - ingegnere del suono
- Bernie Rhodes - produttore nel disco 19